# Ringsted Sogn
Ringsted Sogn er et sogn i Ringsted-Sorø Provsti (Roskilde Stift).
I 1800-tallet var Benløse Sogn anneks til Ringsted Sogn, som lå i Ringsted Købstad og desuden omfattede Ringsted Landsogn. Benløse og landsognet var sognekommuner, der hørte til Ringsted Herred i Sorø Amt, som købstaden kun hørte til geografisk. Inden kommunalreformen i 1970 blev landsognet indlemmet i købstaden, som ved selve reformen blev kernen i Ringsted Kommune.
I Ringsted Sogn ligger Sankt Bendts Kirke fra 1170 og Klostermarkskirken fra 1992.
I sognet findes følgende autoriserede stednavne:
- Allikegårde (bebyggelse)
- Balstrup (bebyggelse, ejerlav)
- Bedskov Huse (bebyggelse)
- Benløse Runding (bebyggelse)
- Bromlehuse (bebyggelse)
- Cirkelhuse (bebyggelse)
- Ejlstrup Huse (bebyggelse, ejerlav)eks
- Gilsager (bebyggelse, ejerlav)
- Havbyrd (bebyggelse, ejerlav)
- Nordgård (bebyggelse, ejerlav)
- Ny Sankt Jørgensgård (landbrugsejendom)
- Præstemarken (bebyggelse)
- Ringsted (bebyggelse, ejerlav)
- Slangerup (bebyggelse, ejerlav)
- Tolstrup (bebyggelse, ejerlav)
- Torpet (bebyggelse, ejerlav)